# Francis Connesson
Francis Connesson   (Nancy, 13 de setembre de 1948) fou un jugador francès de billar campió del món en diverses ocasions. Destacava en la especialitat de quadre.

## Palmarès
Font:
- Campionat del Món de billar de carambola quadre 47/1:  1980, 1982  1975
- Campionat del Món de billar de carambola quadre 47/2:  1978
- Campionat del Món de billar de carambola quadre 71/2:  1975  1977, 1978
- Campionat del Món de billar a una banda:  1978, 1995, 1997
- Campionat del Món de billar pentatló:  1975
- Campionat d'Europa de billar de carambola quadre 47/1:  1978  1976, 1980, 1982  1975
- Campionat d'Europa de billar de carambola quadre 47/2:  1975, 1978, 1979, 1980  1981
- Campionat d'Europa de billar de carambola quadre 71/2:  1974, 1975, 1980  1976, 1978, 1979
- Campionat d'Europa de billar a una banda:  1973, 1974, 1976, 1979, 1985  1978
- Campionat d'Europa de billar a tres bandes:  1992
- Campionat d'Europa de billar artístic:  1984
- Campionat de França de billar a tres bandes:  1993, 1995, 1996, 2000, 2004